# Polygon AB
Polygon AB er en svensk servicevirksomhed indenfor specialrengøring, skadesservice og fugtteknik. De har hovedkvarter i Stockholm og driver virksomhed i 16 lande. Koncernen har ca. 8.000 ansatte og i Danmark har de over 400 ansatte i datterselskabet Polygon A/S. Virksomheden ejes af den svenske kapitalfond AEA Investors. I 2018 havde de en omsætning på over 6,3 mia. svenske kroner.